# Эстонка (Саратовская область)
Эстонка — исчезнувшее село в Краснокутском районе Саратовской области.
Село находилось в степи, при небольшом пруде, примерно в 23 км восточнее города Красный Кут.

## История
Переселенческая деревня Эстонка упоминается в Списке населённых мест Самарской губернии, по сведениям за 1889 года. Согласно примечанию к Списку деревня основана в 1886 году самовольным захватом. Деревня относилась к Моршанской волости Новоузенского уезда.
К 1910 году деревня была передана в состав Краснокутской волости того же уезда. Согласно Списку населённых мест Самарской губернии 1910 года деревню населяли государственные крестьяне, преимущественно эстонцы, лютеране, 115 мужчин и 98 женщин, в деревне имелись лютеранский молитвенный дом, школа, ветряная мельница. Надел составлял 606 десятин удобной и 6 десятин неудобной земли
После образования АССР немцев Поволжья село Эстонка относилось к Краснокутскому кантону. Согласно переписи населения 1926 года в селе проживал 231 житель, в т.ч. 17 немцев.
28 августа 1941 года был издан Указ Президиума ВС СССР о переселении немцев, проживающих в районах Поволжья. В связи с депортацией немецкого населения Республики село, как и другие населённые пункты Краснокутского кантона, было включено в состав Саратовской области.
На карте Краснокутского района 1957 года село Эстонка отмечено в границах земель колхоза "Путь Коммунизма" Дата упразднения не установлена.

## Население
Динамика численности населения
| Годы      | 1889 | 1897 | 1910 | 1926. |
| --------- | ---- | ---- | ---- | ----- |
| Население | 157  | 175  | 213  | 231   |